# Legione dei Volontari Bianchi
La Legione dei Volontari Bianchi è stato un reparto paramilitare russo bianco che combatté nelle file nazionaliste durante la guerra civile spagnola.

## Storia
Già alla fine del 1936, un gruppo di 58 volontari antibolscevici, veterani del reggimento Kornilov, attraversò il confine francese per unirsi ai franchisti per la cosiddetta "Crusada", sotto il comando del capitano Maksimovič.
Agenti carlisti reclutarono a Parigi una compagnia di Russi bianchi, che combatterono con i requetés al comando del generale zarista Anton Fok, che cadde in combattimento nel 1937.
Nel febbraio 1937, il generale Anton Nikolaj Šinkarenko arrivò in Spagna per incontrare Franco.
La Legione era composta dai 70 ai 180 uomini, sotto il comando del capitano Vasilij Vasil'evič Orechov, perdendo sui campi di battaglia 34 uomini.